# Aplestobroma avidum
Aplestobroma avidum là một loài ruồi trong họ Asilidae. Aplestobroma avidum được Hull miêu tả năm 1958. Loài này phân bố ở miền Australasia.